# Impianto idraulico
L'impianto igienico-sanitario, o idrico-sanitario, è un impianto, costituito da tubi e macchinari, che rifornisce di acqua potabile (sia fredda, che calda, tramite un impianto di riscaldamento) le abitazioni. L'etimologia della parola dal greco antico ὔδωρ - ὔδατος che significa appunto acqua.

## Materiale utilizzati
I materiali più usati per realizzare queste tubature sono:
- acciaio zincato (saldabile e filettabile),
- acciaio nero (saldabile e filettabile, necessita di verniciatura o catramatura esterna per la protezione contro la corrosione; impiegato quasi esclusivamente per condotte di grosso diametro con giunzioni flangiate),
- acciaio inox (presente sul mercato in varie tipologie: tubi leggeri saldabili, tubi serie media o pesante saldabili e filettabili, tubi a parete sottile per sistemi a pressare),
- rame (in rotoli o verghe a seconda del diametro, utilizzabile con raccordi a saldare, a pressare o a stringere),
- polipropilene tubo flessibile, raccordi da stringere,
- multistrato, composto da un tubo in polietilene reticolato ricoperto da uno strato di alluminio ed un altro in plastica (quest'ultimo può essere piegato a mano e/o con l'uso di molle per evitare lo schiacciamento ed eventuale riduzione di portata; raccordi da pressare o da stringere).

Le tubature vengono poi rivestite con materiali isolanti di spessore compreso tra i 5 e i 12 mm (ad esempio il neoprene), portando diversi vantaggi: l'isolamento infatti protegge le tubature dalla corrosione, evita la condensazione esterna per le condutture di acqua fredda o la dissipazione del calore per quelle di acqua calda e attutisce rumori e vibrazioni causati dal passaggio dell'acqua a pressioni elevate.